# Sony Cyber-shot DSC-QX30
 (octobre 2022).
La mise en forme du texte ne suit pas les recommandations de Wikipédia : il faut le « wikifier ».
Les points d'amélioration suivants sont les cas les plus fréquents. Le détail des points à revoir est peut-être précisé sur la page de discussion.
- Les titres sont pré-formatés par le logiciel. Ils ne sont ni en capitales, ni en gras.
- Le texte ne doit pas être écrit en capitales (les noms de famille non plus), ni en gras, ni en italique, ni en « petit »…
- Le gras n'est utilisé que pour surligner le titre de l'article dans l'introduction, une seule fois.
- L'italique est rarement utilisé : mots en langue étrangère, titres d'œuvres, noms de bateaux, etc.
- Les citations ne sont pas en italique mais en corps de texte normal. Elles sont entourées par des guillemets français : « et ».
- Les listes à puces sont à éviter, des paragraphes rédigés étant largement préférés. Les tableaux sont à réserver à la présentation de données structurées (résultats, etc.).
- Les appels de note de bas de page (petits chiffres en exposant, introduits par l'outil «  Source ») sont à placer entre la fin de phrase et le point final[comme ça].
- Les liens internes (vers d'autres articles de Wikipédia) sont à choisir avec parcimonie. Créez des liens vers des articles approfondissant le sujet. Les termes génériques sans rapport avec le sujet sont à éviter, ainsi que les répétitions de liens vers un même terme.
- Les liens externes sont à placer uniquement dans une section « Liens externes », à la fin de l'article. Ces liens sont à choisir avec parcimonie suivant les règles définies. Si un lien sert de source à l'article, son insertion dans le texte est à faire par les notes de bas de page.
- La présentation des références doit suivre les conventions bibliographiques. Il est recommandé d'utiliser les modèles {{Ouvrage}}, {{Chapitre}}, {{Article}}, {{Lien web}} et/ou {{Bibliographie}}. Le mode d'édition visuel peut mettre en forme automatiquement les références.
- Insérer une infobox (cadre d'informations à droite) n'est pas obligatoire pour parachever la mise en page.

Pour une aide détaillée, merci de consulter Aide:Wikification.
Si vous pensez que ces points ont été résolus, vous pouvez retirer ce bandeau et améliorer la mise en forme d'un autre article.
Le Sony Cyber-shot DSC-QX30 est un module photographique compact ultrazoom, montable sur un appareil mobile, fabriqué par Sony. Annoncé le 3 septembre 2014, le QX30 est l'un des appareils photo « Smart Lens » de Sony, aux côtés des QX1, QX10 et QX100, qui sont conçus pour être spécifiquement utilisés avec un smartphone. Il est doté d'un capteur CMOS Exmor R ™ rétro-éclairé de 1/2,3 pouces avec 20,4 mégapixels effectifs, appuyé sur un objectif Sony G ƒ / 3,5 (large) à ƒ / 6,3 (téléobjectif). Son point fort est son zoom optique 30x sans nuire à la netteté de la photo.
Comme les autres appareils photo Sony Smart Lens, c'est un appareil connecté. Grâce à son application mobile (Android ou IOS), Sony Imaging Edge, (précédemment connue sous le nom de PlayMemories), il est possible d'utiliser l'écran de l'appareil mobile pour cadrer et commander l'appareil photo. Transférez facilement vos vidéos depuis votre appareil photo vers votre smartphone ou votre tablette en vous connectant simplement au Wi-Fi. 

## Caractéristiques

### Spécifications techniques
| Capteur                                                                                  | |
| ---------------------------------------------------------------------------------------- | --- |
| Type de capteur                                                                          | Capteur CMOS Exmor R™ de type 1/2,3" (7,82 mm) |
| Nombre de Pixels (Effectifs)                                                             | 20,4 mégapixels |
| Objectif                                                                                 | |
| Type d'objectif                                                                          | Objectif Sony G |
| Nombre F (ouverture maximale)                                                            | F3,5 (grand angle) - 6,3 (téléobjectif) |
| Distance Focale                                                                          | f = 4,3-129 mm |
| Plage focale (de l'avant jusqu'à l'objectf)                                              | 5 cm - infini (grand angle), 2 m - infini (téléobjectif) |
| Zoom optique                                                                             | 30x |
| Zoom Haute Résolution (photos)                                                           | Photos : 20 Mpx : env. 60x 10 Mpx : env. 85x5 Mpx : env. 120x0,3 Mpx : env. 486x15 Mpx (16:9) env. 60x2 Mpx (16:9) env. 162x ; Vidéo : env. 60x |
| Ecran                                                                                    | |
| Type d'écran                                                                             | Ecran LCD à segments |
| Appareil photo                                                                           | |
| Moteur de traitement de l'image                                                          | Bionz X™ |
| Stabilisateur d'image Steadyshot (image fixe)                                            | Optique |
| Mode de mise au point                                                                    | Mise au point automatique pour prise de vue unique, Mise au point tactile |
| Mode de mesure de la luminosité                                                          | Multizone |
| Sensibilité ISO (Photos) (indice d'exposition recommandé)                                | ISO 80-12800 |
| Mode balance des blancs                                                                  | Auto, Lumineux, Nuageux, Fluorescent : blanc froid / blanc lumineux / lumineux / incandescent |
| Vitesse d'obturation                                                                     | iAuto (4 - 1/1600) / Programme automatique (1 - 1/1600) / Priorité à l’ouverture (8 - 1/1600) / Priorité à la vitesse d’obturation (30 - 1/1600) |
| Mode de prise de vue                                                                     | IAuto supérieur, Auto intelligent, Programme automatique, Priorité à l’ouverture, Priorité à la vitesse d’obturateur, Mode vidéo |
| Vitesse de prise de vue continue (maximum) (avec nombre max. de Pixels d'enregistrement) | 10 images/s (jusqu’à 10 prises de vue) |
| Retardateur                                                                              | 2 - 10 seconds |
| Enregistrement                                                                           | |
| Support d'enregistrement compatible                                                      | Memory Stick Micro™ Memory Stick Micro™ (Mark 2) carte mémoire microSD carte mémoire microSDHC carte mémoire microSDXC |
| Format d'enregistrement                                                                  | Photos : Conforme JPEG (DCF, Exif, format de base MPF) |
| Résolution d'image                                                                       | Images Mode 3/2 : 18 Mpx (5184 x 3456) / 8,9 Mpx (3648 × 2432) / 4,5 Mpx (2592 × 1728) ; Mode 4:3 : 20 Mpx (5184 × 3888) / 10 Mpx (3648 × 2736) / 5 Mpx (2592 × 1944) / 0,3 Mpx (640 x 480) ; Mode 16:9 : 15 Mpx (5184 × 2920) / 7,5 Mpx (3648 × 2056) / 2,1 Mpx (1920 × 1080) ; Mode 1/1 : 15 Mpx (3888 × 3888) / 7,5 Mpx (2736 × 2736) / 3,7 Mpx (1920 × 1920) Vidéos mp4 : 28 Mpx PS (1920 x 1080 / 60 images/s)/ 16 Mpx HQ (1920 x 1080 / 30 images/s) |
| Interface                                                                                | |
| Bornes d'entrée et de sortie                                                             | Hi-Speed USB (USB 2.0), Multi-terminal / terminal Micro USB |
| Connectivité Wifi                                                                        | |
| Wi-Fi®                                                                                   | Oui |
| NFC®                                                                                     | Fonction par simple contact NFC |
| Alimentation                                                                             | |
| Autonomie de la batterie (Photos)(CIPA)                                                  | Jusqu’à 200 prises / 100 minutes |
| Batterie fournie                                                                         | Batterie rechargeable NP-BN |
| Autres                                                                                   | |
| Dimensions (L X H X P)                                                                   | 68.4 x 65.1 x 57.6 mm |
| Poids (conforme à la norme CIPA)                                                         | 178 g (boîtier uniquement), 193 g (avec batterie et support) |